# Crop Science
Crop Science (en español, «Ciencia de cultivos») es una revista científica con sistema de revisión por pares publicada por Sociedad americana de ciencia de cultivos. Esta revista publica bimestralmente artículos en las áreas de genética, genómica, mejoramiento genético y recursos genéticos. Actualmente el editor de Crop Science es E. Charles Brummer. La revista solo publica artículos de investigación. 
Crop Science se indexa en  Chemical Abstracts, Current Contents, PubMed, Science Citation Index y Scopus. De acuerdo a Journal Citation Reports, el factor de impacto  de esta revista para 2010 es 2,020.